# Alamõisa
Alamõisa – wieś w Estonii, prowincji Valga, w gminie Hummuli.